# Grönmes
Grönmes (Sylviparus modestus) är en liten säregen syd- och sydostasiatisk tätting i familjen mesar.

## Utseende och levnadssätt
Grönmesen är en mycket liten fågel med en kroppslängd på endast tio centimeter. För att vara en mes är den oansenligt tecknad med olivgrön ovansida, gulbrun undersida, gulaktig ögonring, ett tunt gult ögonbrynsstreck, en relativt kort och tjock näbb samt en liten tofs på huvudet. Bland lätena hörs tunna "tsit", "psit" eller "pit".

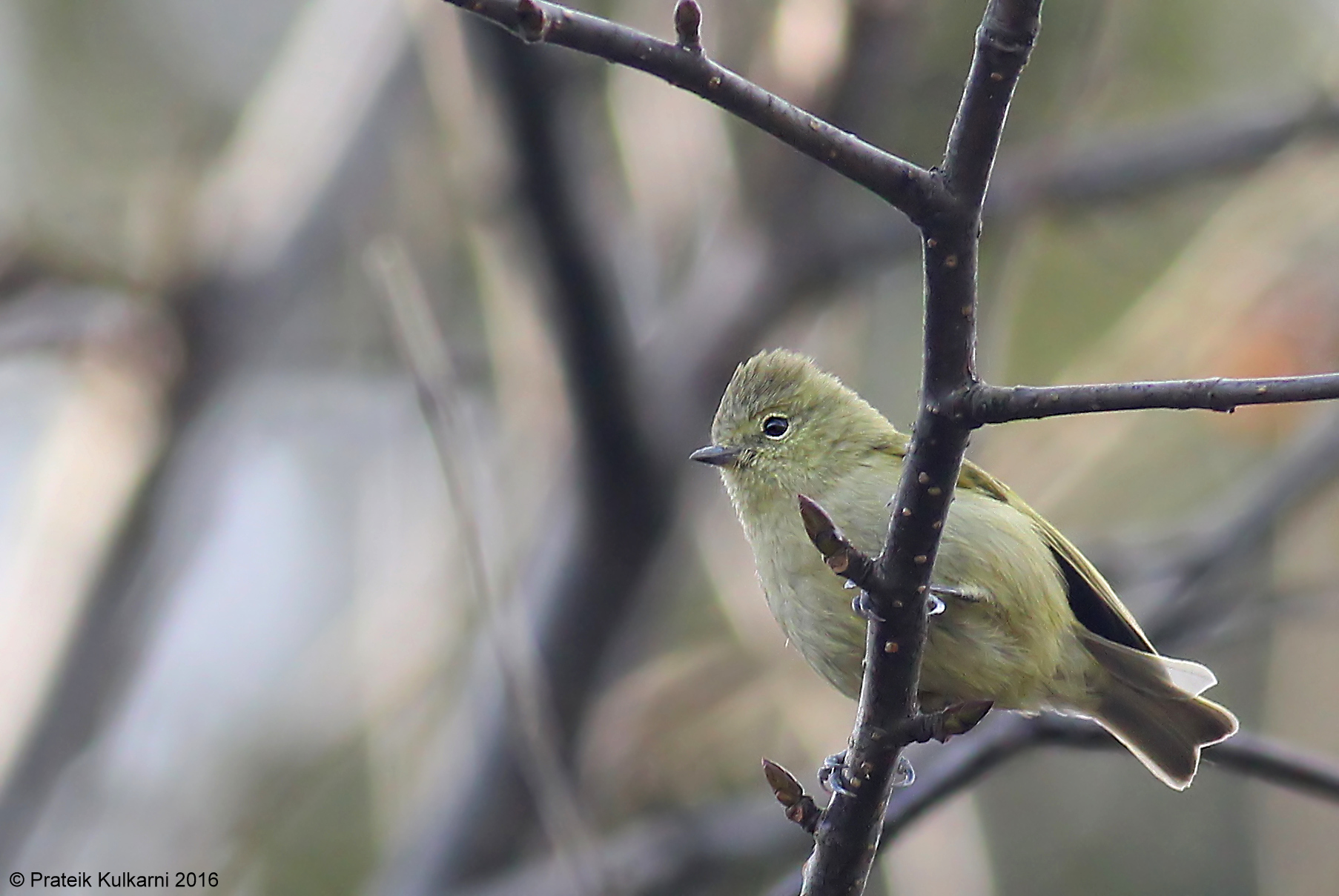
Grönmes i Uttarakhand, Indien.

## Utbredning och systematik
Grönmesen är stannfågel i bergsområden i Asien. Arten delas in i tre underarter med följande utbredning:
- Sylviparus modestus simlaensis – västra Himalaya (från Kashmir till Uttar Pradesh)
- Sylviparus modestus modestus – Nepal, nordöstra Indien, norra Myanmar, sydvästra Kina, Thailand och norra Laos
- Sylviparus modestus klossi – södra Vietnam (Da Lat-platån)

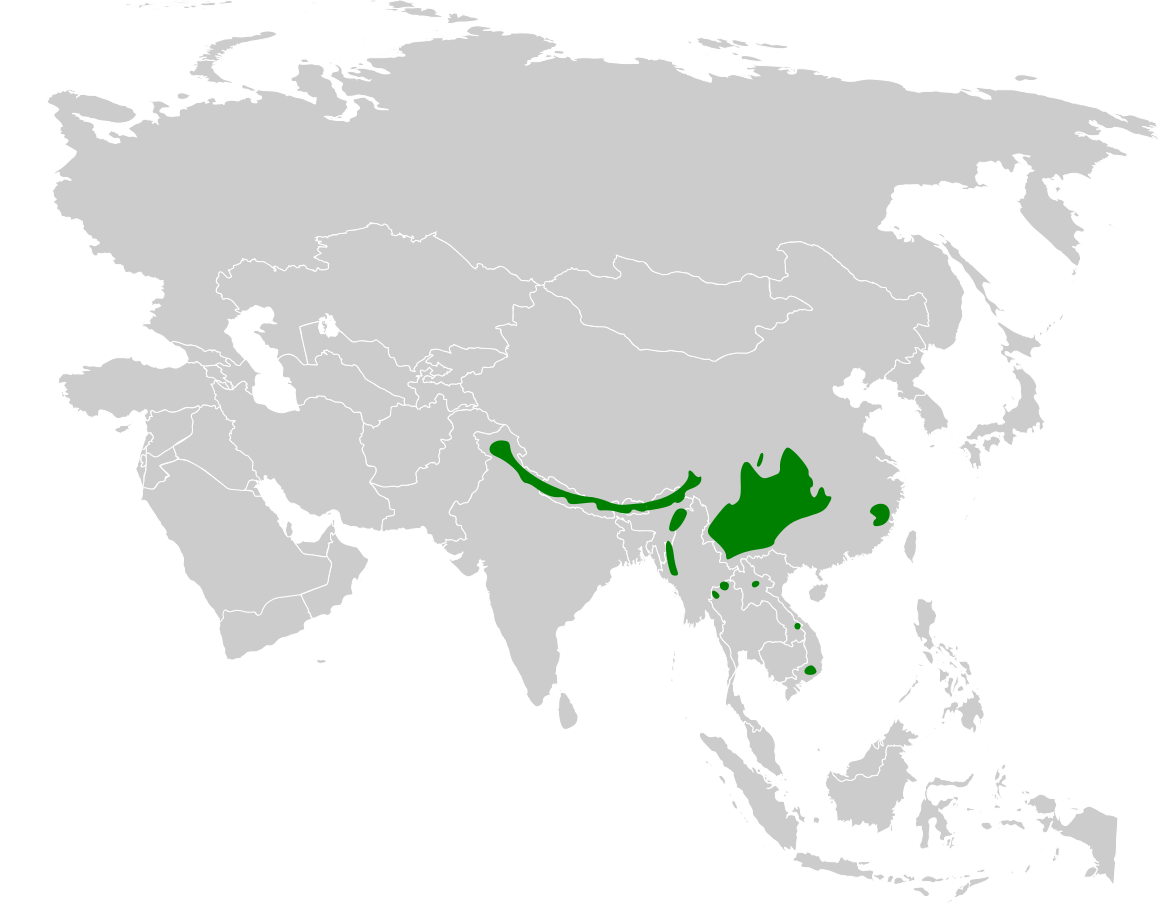
Grönmesens utbredningsområde.

### Släktskap
Grönmes placeras som enda art i släktet Sylviparus och är endast avlägset släkt med i stort sett hela familjen mesar, där endast brandkronad mes (Cephalopyrus flammiceps) är mer avvikande.

## Levnadssätt
Grönmesen trivs i lövfällande skogar i bergstrakter. Födan är i stort okänd, men omfattar antagligen små ryggradslösa djur och dess larver, men även frön. Även häckningsbiologin är dåligt känd. Fågeln häckar åtminstone i april och maj. Boet som består av mossa och djurhår placeras upp till sju meter ovan mark i ett naturligt hålutrymme.

## Status och hot
Arten har ett stort utbredningsområde och en stor population med stabil utveckling som inte tros vara utsatt för något substantiellt hot. Utifrån dessa kriterier kategoriserar internationella naturvårdsunionen IUCN arten som livskraftig (LC). Världspopulationen har inte uppskattats men den beskrivs som vanlig eller ganska vanlig i hela sitt utbredningsområde.